# Jan Wiegers

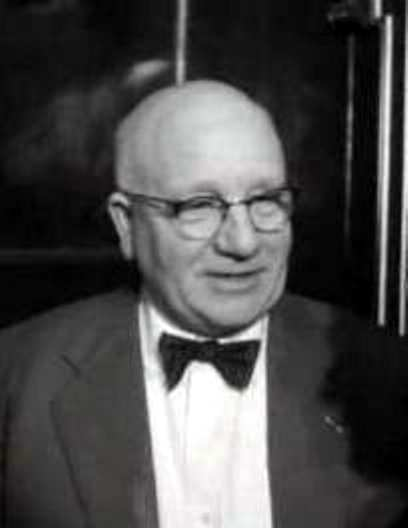
Jan Wiegers in 1956

Jan Wiegers (Kommerzijl, 31 juli 1893 – Amsterdam, 30 november 1959) was een Nederlands expressionistisch schilder. Hij was een van de voortrekkers en oprichters van De Ploeg in Groningen.

## Leven en werk
Wiegers kreeg zijn opleiding aan de Academie Minerva te Groningen, maar hij bezocht ook de academies van Rotterdam en die van Den Haag. Tijdens een verblijf in het Zwitserse Davos, waar hij in 1920 een TBC-kuur onderging, raakte hij bevriend met de Duitse expressionist Ernst Ludwig Kirchner door wie hij in zijn kunst sterk werd beïnvloed. Kirchner maakte hem bekend met de kleurenleer van Goethe. Wiegers had toen al, in 1918, de Groningse kunstenaarsbeweging De Ploeg mede opgericht. Anders dan de expressionisten uit de Bergense School brachten Wiegers en de Ploegers, naar het voorbeeld van het Duitse Expressionisme, een opvallend heftig bewogen kleurenpalet. Tot die groep behoorden Johan Dijkstra, Jan van der Zee, Hendrik Werkman, George Martens en zijn echtgenote Alida Pott, Jacob Gerard (Job) Hansen, Jan Altink, J.G. Jordens en Ekke Abel Kleima.
In 1934 verliet hij Groningen en ging naar Amsterdam om daar te gaan wonen en werken. In Amsterdam genoot hij een zekere faam als een van de belangrijkste vertegenwoordigers van het expressionisme; tegelijkertijd werd zijn schilderstijl juist minder uitbundig en het non-conformitische kleurgebruik soberder. Hij werd er in 1953 benoemd als hoogleraar aan de Rijksakademie, en stierf er in 1959 op 66-jarige leeftijd.